# Vollenhovia bengakalisi
Vollenhovia bengakalisi är en myrart som först beskrevs av Menozzi 1933.  Vollenhovia bengakalisi ingår i släktet Vollenhovia och familjen myror. Inga underarter finns listade i Catalogue of Life.